# Telmatochromis
Telmatochromis – rodzaj słodkowodnych ryb okoniokształtnych z rodziny pielęgnicowatych (Cichlidae). Występują endemicznie w strefie litoralu jeziora Tanganika w Afryce.

## Klasyfikacja
Gatunki zaliczane do tego rodzaju:
- Telmatochromis bifrenatus Myers, 1936 – szczelinowiec dwupasy[potrzebny przypis]
- Telmatochromis brachygnathus Hanssens & Snoeks, 2003
- Telmatochromis brichardi Louisy, 1989
- Telmatochromis dhonti (Boulenger, 1919)
- Telmatochromis macrolepis (Borodin, 1931)
- Telmatochromis temporalis Boulenger, 1898
- Telmatochromis vittatus Boulenger, 1898